# تايلور شيريدان
تايلور شيريدان (بالإنجليزية: Taylor Sheridan)‏ (و. – م) هو ممثل ومخرج وكاتب سيناريو أمريكي. ولد في تكساس.

## وصلات خارجية
- تايلور شيريدان على موقع IMDb (الإنجليزية)
- تايلور شيريدان على موقع مونزينجر (الألمانية)
- تايلور شيريدان على موقع ألو سيني (الفرنسية)
- تايلور شيريدان على موقع قاعدة بيانات الفيلم (الإنجليزية)